# Muret
Muret (en occitano Murèth) es una comuna  francesa del departamento del Alto Garona en la región de Occitania.
Se encuentra 20 km al sur de Toulouse, sobre la autovía A64.

## Demografía
| 3 000 | 3 258 | 3 284 | 3 286 | 4 000 | 3 972 | 4 308 | 4 196 | 4 125 | 4 130 | 4 050 | 3 852 | 3 956 | 4 056 | 4 145 | 4 142 | 4 064 | 3 911 | 3 712 | 3 654 | 3 218 | 3 482 | 3 725 | 4 013 | 4 368 | 5 204 | 6 693 | 13 039 | 14 778 | 15 844 | 18 134 | 20 735 | 23 572 |
| Para los censos de 1962 a 1999 la población legal corresponde a la población sin duplicidades (Fuente: INSEE [Consultar]) |       |       |       |       |       |       |       |       |       |       |       |       |       |       |       |       |       |       |       |       |       |       |       |       |       |       |        |        |        |        |        |        |

## Historia
Se supone poblada desde el Neolítico.
En ella se desarrolló la Batalla de Muret, donde el 13 de septiembre de 1213 las tropas cruzadas bajo el mando de Simón de Montfort derrotaron el ejército del conde Ramón VI de Tolosa y el rey Pedro II de Aragón que encontraría la muerte en ella.

## Hermanamientos
- Monzón, España.[7]

## Personajes célebres
- Clément Ader, precursor de la aviación.